# Propyléerna

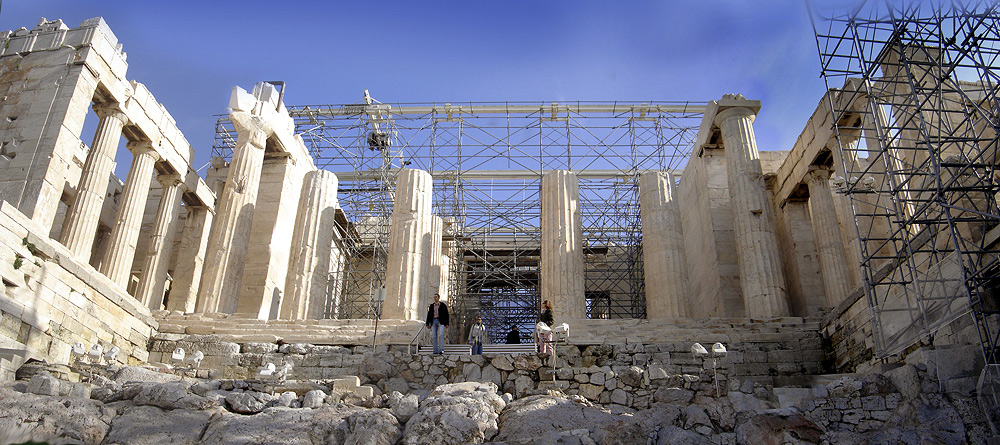
Propyléerna, Akropolis.

Propyléerna är en monumental ceremoniell portalbyggnad till helgedomen Parthenon på Akropolis i Aten.

## Historia
Propyléerna var en del av Perikles byggnadsprogram och konstruerades mellan 437 och 431 f.Kr. för Aten i Grekland och utgjorde en monumental ingång till Akropolis som ligger i stadens mitt. Akropolis är en upphöjd plats och fungerade som ett sorts citadell med Atens viktigaste tempel, bland annat Parthenon. Byggnationen av Propyléerna inleddes i samband med att Parthenontemplet blev färdigt och översågs av arkitekten Mnesikles. Arbetet avbröts däremot, innan designen var fulländad, på grund av peloponnesiska krigets inledning.

## Etymologi
Propyléerna betecknas i singular form som Propylaeon. Prefixet προ-, pro-, "före", "framför", kombineras med pluralet för “port” πύλη, pyle. Ordet betyder bokstavligen “det som kommer före porten". Men används för att beskriva en “portalbyggnad”.

## Funktion

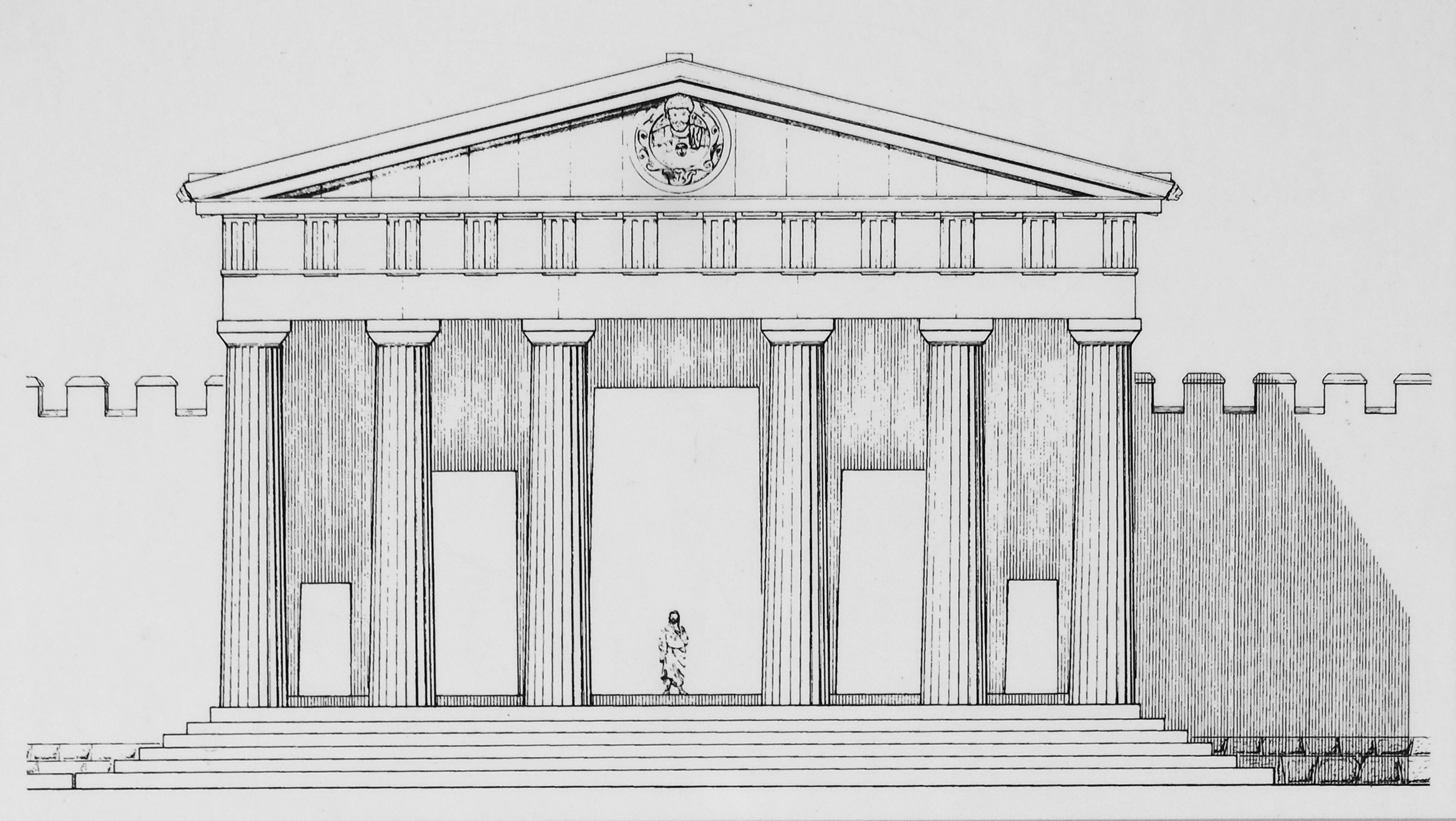
Rekonstruktion av Propyléerna

Byggnadens funktion var att med sina häpnadsväckande proportioner bjuda in till själva Akropolis. Samt fungerade portalen som en symbolisk gräns mellan det vardagliga samhället och det heliga Akropolis. Propypléerna bestod av en central ingång flankerad av två mindre. Byggnaden hade fem dörrar, varav den mellersta var störst. Detta då utrymme krävdes till de offer djuren som årligen leddes upp på Akropolis under den panateneiska festivalen.

## Arkitektur

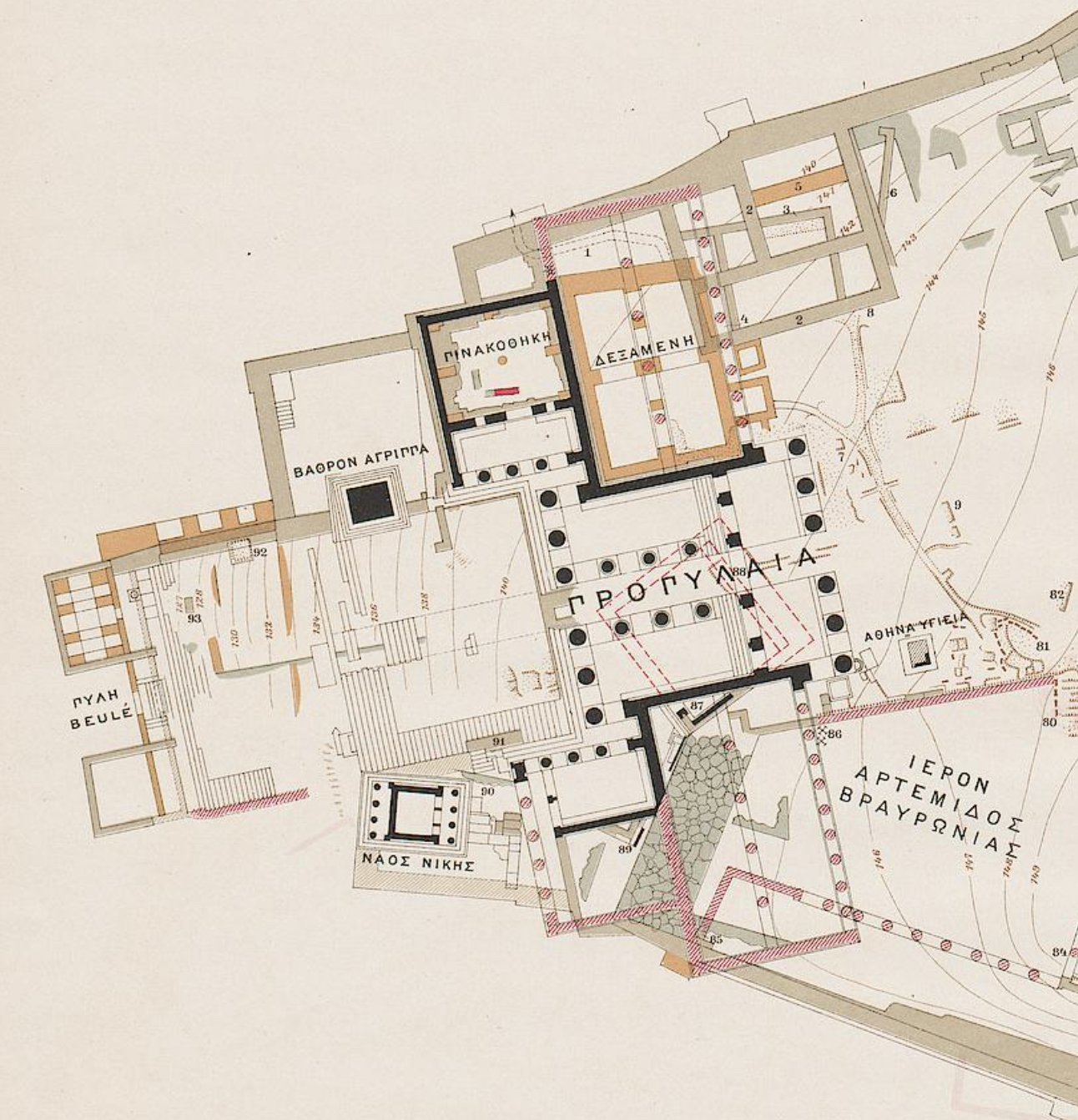
Topografisk planlösning

Propyléernas arkitektur präglas av dess sluttande placering. För att byggnaden skulle upplevas som symmetrisk delade Mnesikles upp den i en inre och en yttre del. Båda fasaderna var i den doriska stilen, men de var strukturellt distinkta. Insidan stöttes av längre kolonner i den joniska kolonnordningen för att binda samman de respektive delarna. På den nordvästra sidan fanns en hall för rituella måltider men det saknas en motsvarande del på den sydöstra sidan. Detta kan tyckas vara märkligt eftersom symmetri eftersträvades inom den antika grekiska arkitekturen. En förklaring kan vara att finansieringen tog slut eller att det skulle kräva rivning av den kvarvarande cyklopiska muren.

### Pinakoteket
Upptäcktsresaren och geografen från 100-talet e.Kr, Pausanias, beskriver i den vänstra delen av Propyléerna ett rum fyllt med tavlor. Detta brukar kallas ett pinakotek, även om tidsenliga källor inte använder denna term. Dessa ska enligt honom avbildat myter och hjältedåd. Orestes och Pylades som dräper Aigisthos beskriver han att en av tavlorna ska ha avbildat.